# معماری نو گوتیک

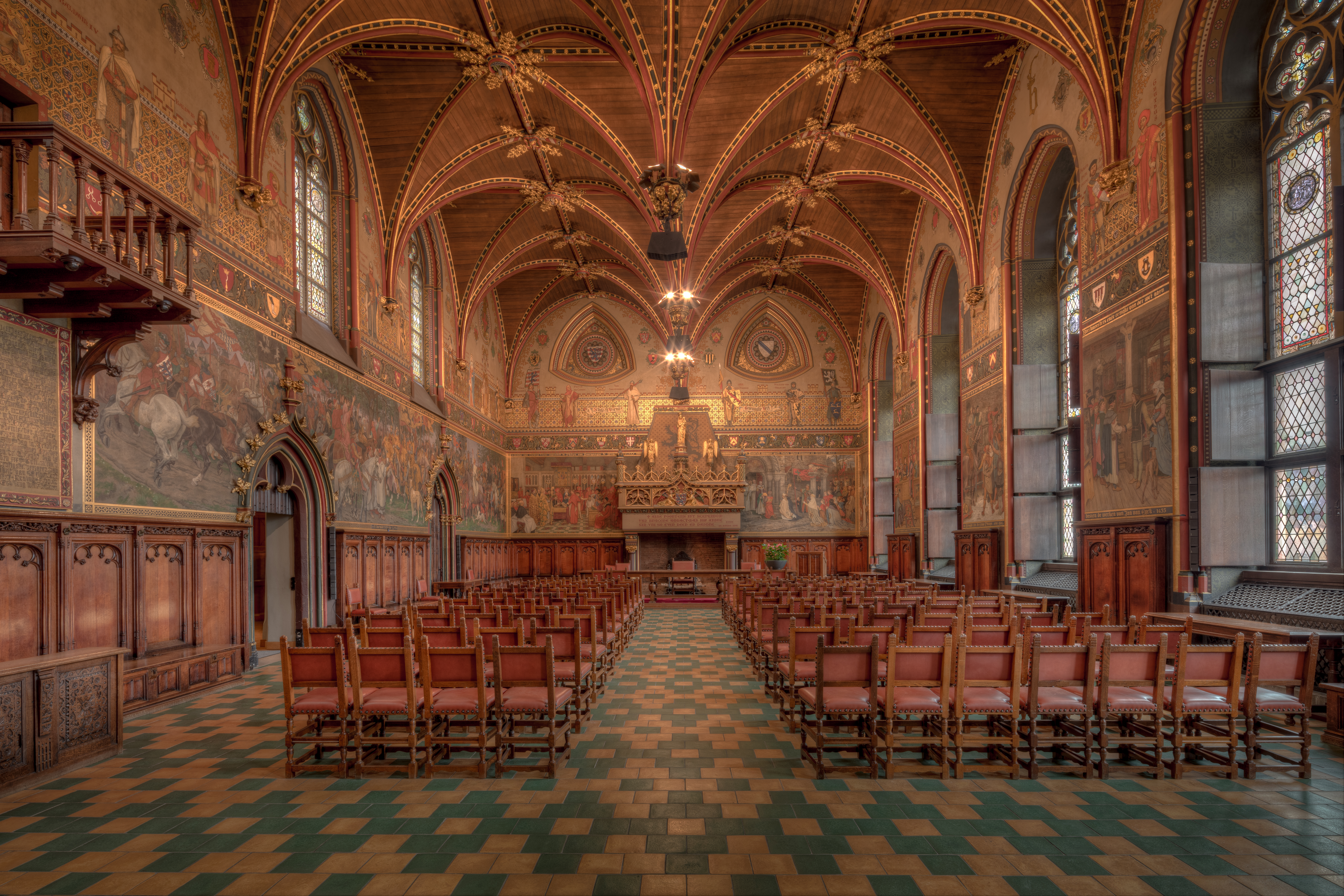
نگاره‌ای از فضای داخلی سالن اجتماعات شهرداری بروخه. این ساختمان در سال ۱۴۲۱ میلادی و در سبک معماری نئوگوتیک ساخته شده‌است.

معماری نو گوتیک یا معماری نئوگوتیک (گوتیک ویکتوریایی، احیای گوتیک)، یک جنبش معماری است که در اواخر سال‌های ۱۷۴۰ میلادی در انگستان به وجود آمد. محبوبیت این سبک در اوایل قرن نوزدهم افزایش یافت در آن زمان بسیاری از ستایندگان تحصیل کرده سبک نئوگوتیک برخلاف پیروی از سبک نئوکلاسیک رایج در آن زمان به دنبال احیای سبک گوتیک قرون وسطایی رفتند. نئوگوتیک ویژگی‌های خاصی را از سبک گوتیک اصلی مانند الگوهای تزینی، گلدسته‌ها، لبه‌های ترینی و پنجره‌های نوک تیز به ارث می‌برد.

## نگارخانه

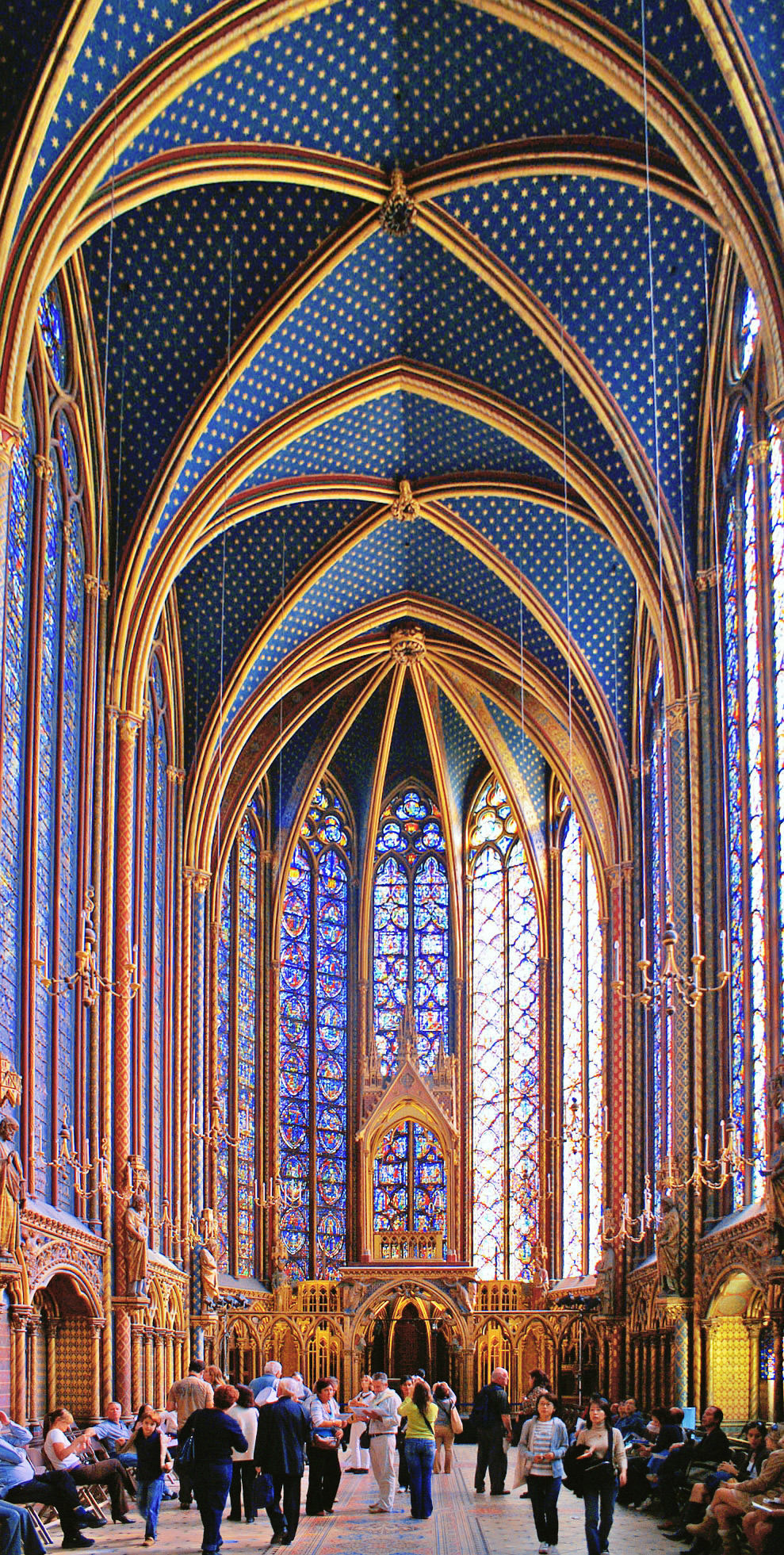
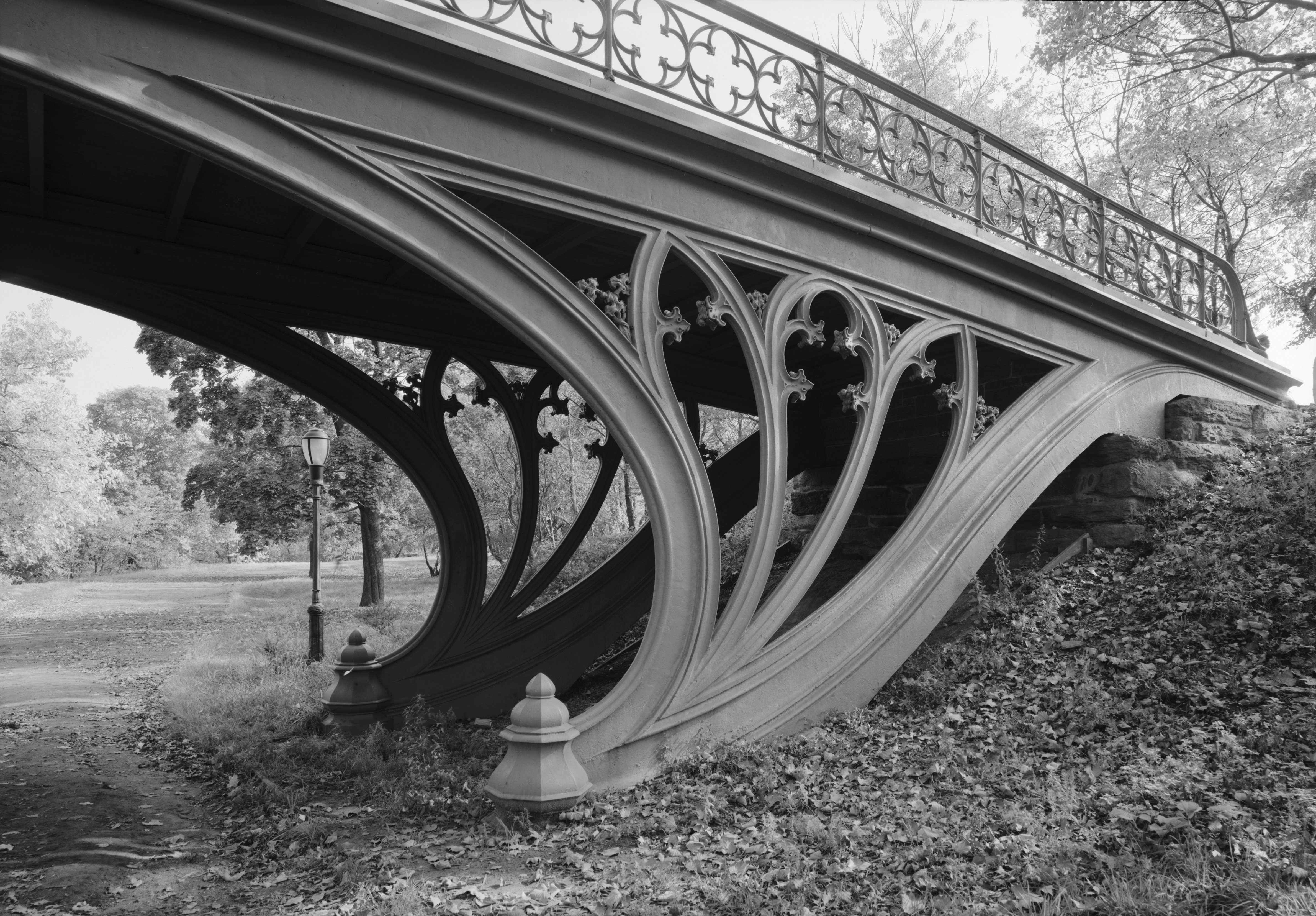
خانهٔ مونت استوآرت